# Vřesce
Vřesce (německy Wresetz) jsou malá vesnice, část obce Ratibořské Hory v okrese Tábor v Jihočeském kraji. Nachází se asi dva kilometry jihozápadně od Ratibořských Hor. Prochází zde silnice II/137. Vřesce jsou také název katastrálního území o rozloze 5,8 km².

## Historie
První písemná zmínka o vesnici pochází z roku 1379.
Oblast byla již od doby Přemyslovců[kdy?] známá těžbou stříbra. Písemné dokumenty dosvědčují, že od roku 1612 do roku 1850 se v okolí vesnice vytěžilo zcela jistě více než 100 tun stříbra. Pod Vřesce tehdy spadala i osada Podolí. 
Roku 1849 byla zřízena funkce starosty, tuto funkci jako první převzal rolník Josef Krátoška. Do této doby Vřesce řídili konšelé, kteří za svou oblast byli odpovědni chýnovskému panství. Roku 1860 začala výstavba cesty do Tábora. V zimě 1870 žili v ovčíně ruští vojáci, na poli za vsí prováděli polní, jezdecký a střelecký výcvik. V roce 1879 byl starostou zvolen Jan Vaněk, který byl císařem později vyznamenán záslužným křížem s korunou. 
Roku 1900 nalezl Jan Ploticha hliněný hrnec, který obsahoval 1 650 grošů ze 14. století. V té době probíhalo jednání o stavbě železnice kolem Vřesec, ke které nikdy nedošlo. Ve Vřescích se do roku 1911 vystřídalo několik dalších starostů. V tomto roce byl zvolen František Vrtiška. V letech 1912–1913 se kolem Vřesec konaly vojenské manévry, kterých se účastnila motorizovaná pěchota, dělostřelectvo i letectvo. Manévry na okolních lesích zanechaly značnou škodu.
Po první světové válce roku 1919 byl starostou zvolen Antonín Pocháček. V letech 1920–1921 byly prováděny marné pokusy o obnovu těžby stříbra. Byla založena obecní knihovna a sbor dobrovolných hasičů, který funguje dodnes. Ve vesnici také proběhla epidemie slintavky. Silný požár zničil pět chalup, škoda byla vyčíslena na tehdejších necelých 100 000 korun. Ke konci roku 1921 byla zahájena autobusová doprava Tábor – Mladá Vožice.
Další archeologický nález se uskutečnil v roce 1924 u Vrtišků, kdy bylo nalezeno 300 grošů. Dosud poslední nález byl zaznamenán v roce 1989, kdy se nalezlo 985 stříbrných mincí.

## Obyvatelstvo
| Rok            | 1869 | 1880 | 1890 | 1900 | 1910 | 1921 | 1930 | 1950 | 1961 | 1970 | 1980 | 1991 | 2001 | 2011 | 2021 |
| -------------- | ---- | ---- | ---- | ---- | ---- | ---- | ---- | ---- | ---- | ---- | ---- | ---- | ---- | ---- | ---- |
| Počet obyvatel | 303  | 263  | 230  | 225  | 215  | 198  | 181  | 146  | 151  | 132  | 112  | 91   | 88   | 90   | 108  |
| Počet domů     | 26   | 27   | 27   | 26   | 27   | 30   | 33   | 37   | 33   | 34   | 33   | 37   | 39   | 40   | 48   |

## Obecní správa
Při sčítání lidu v letech 1850–1974 Vřesce byly samostatnou obcí v okrese Tábor. Od 1. ledna 1975 jsou částí obce Ratibořské Hory v okrese Tábor. V letech 1850–1929 k obci patřilo Podolí.

## Galerie

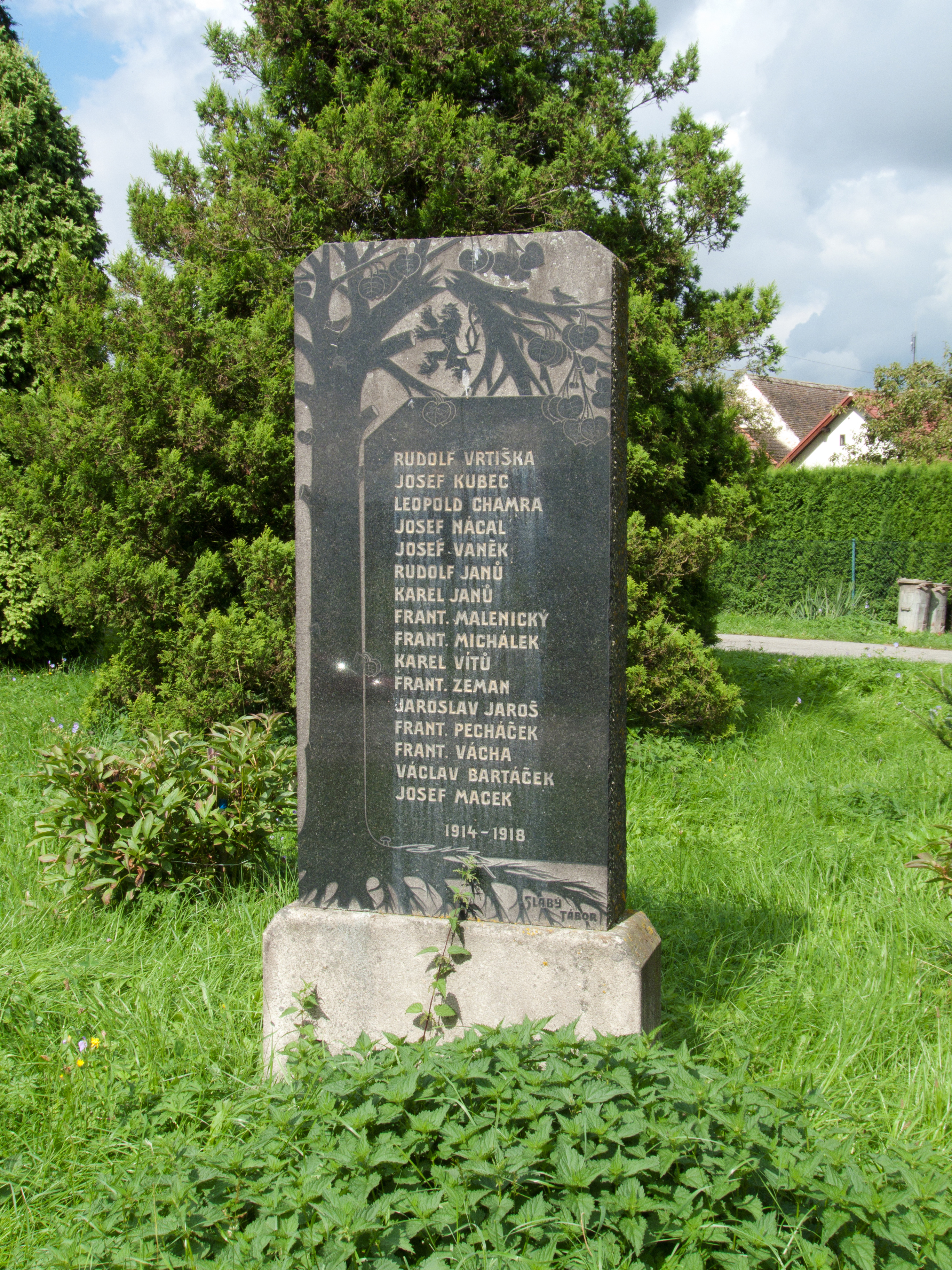
Pomník padlým
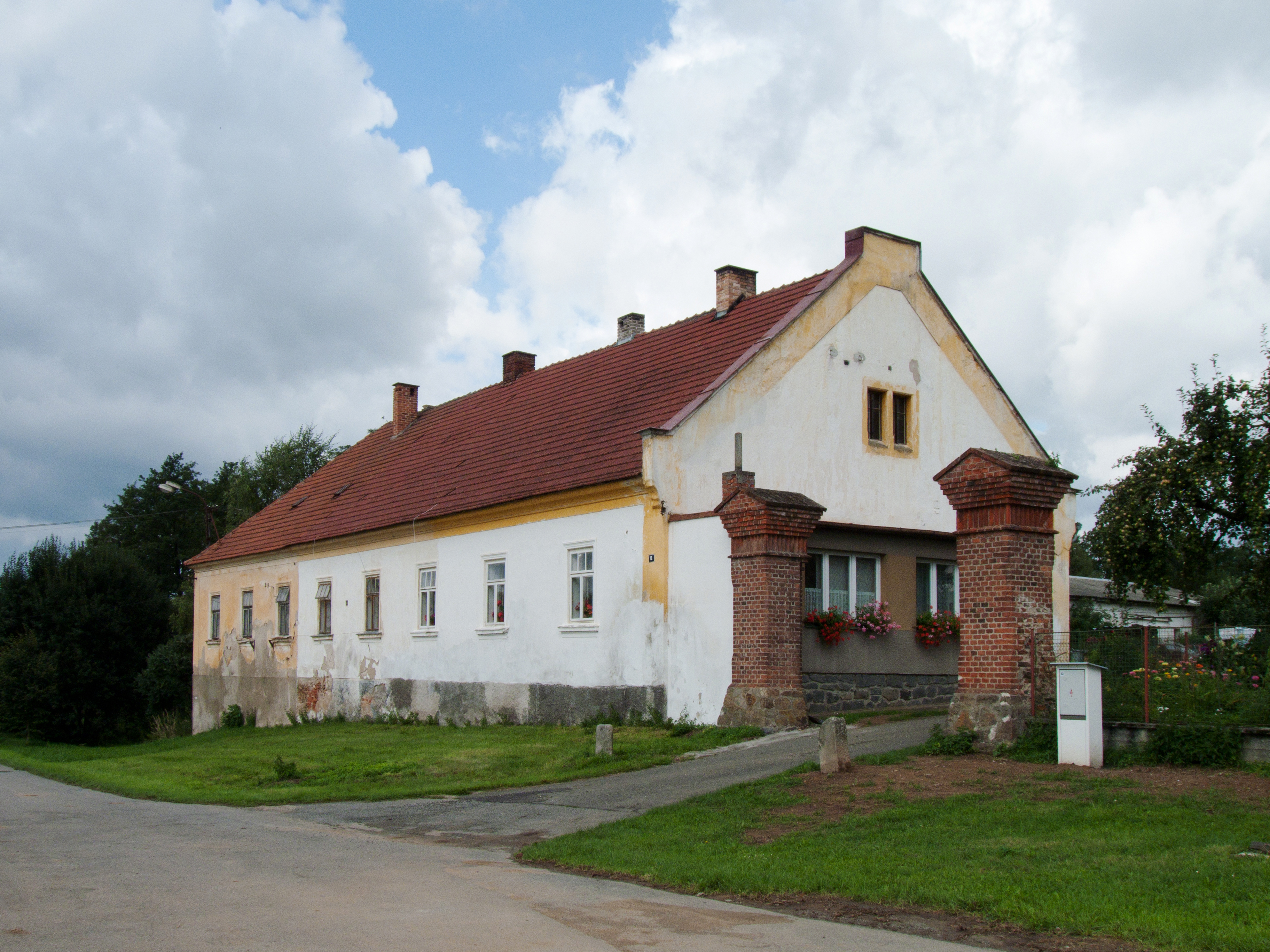
Vřesce čp. 10
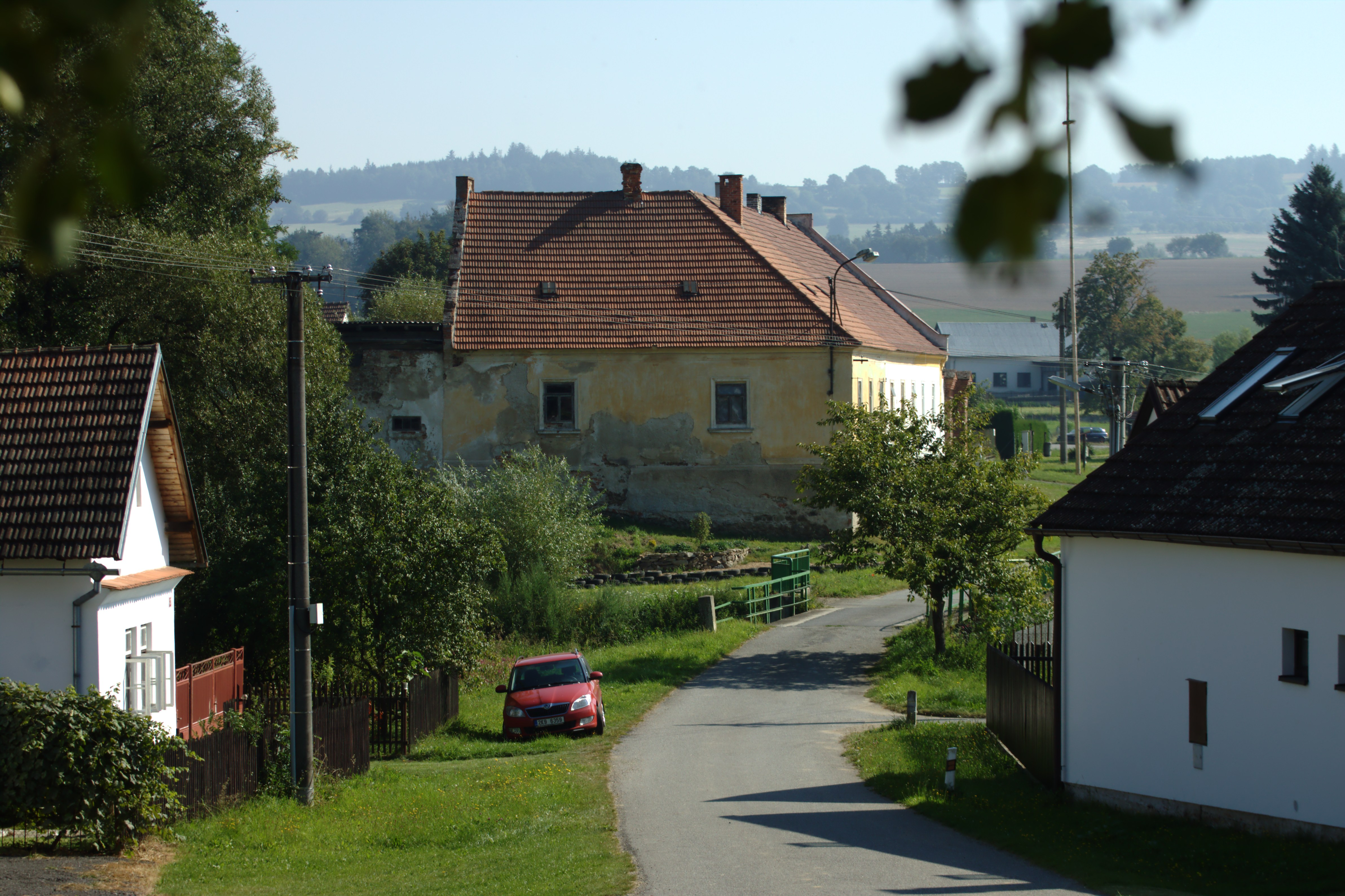
Domy